# هاناوناو، ناپوپو، هاوایی
هاناوناو (به انگلیسی: Honaunau-Napoopoo) یک منطقهٔ مسکونی در ایالات متحده آمریکا است که در شهرستان هاوایی، هاوایی واقع شده‌است. هاناوناو ۱۰۵٫۴ کیلومتر مربع مساحت و ۲٬۵۶۷ نفر جمعیت دارد و ۲۲۸٫۶ متر بالاتر از سطح دریا واقع شده‌است.